# Dendrelaphis gorei
Dendrelaphis gorei är en ormart som beskrevs av Wall 1910. Dendrelaphis gorei ingår i släktet Dendrelaphis och familjen snokar. Inga underarter finns listade i Catalogue of Life.
Arten förekommer i delstaterna Nagaland och Assam samt i distriktet Darjeeling (Västbengalen) i Indien, i norra Myanmar och i angränsande områden av Kina. En avskild population lever i Vietnam. Habitatet varierar. Denna orm hittades bland annat i torra skogar, i buskskogar och på jordbruksmark.
Dendrelaphis gorei godkänns inte av The Reptile Database. Den listas där som synonym till Dendrelaphis biloreatus eller till Dendrelaphis walli.
Beståndet påverkas i viss mån av skogsavverkningar. Dendrelaphis gorei har ganska bra anpassningsförmåga till landskapsförändringar. IUCN kategoriserar arten globalt som livskraftig.